# Эскубес-Пу
Эскубе́с-Пу (фр. Escoubès-Pouts, окс. Escobèrs e Potz) — коммуна во Франции, находится в регионе Юг — Пиренеи. Департамент — Верхние Пиренеи. Входит в состав кантона Лурд-Эст. Округ коммуны — Аржелес-Газост.
Код INSEE коммуны — 65164.

## География
Коммуна расположена приблизительно в 670 км к югу от Парижа, в 130 км юго-западнее Тулузы, в 15 км к югу от Тарба.
По территории коммуны протекает река Эшес.

## Климат
Климат умеренно-океанический с солнечной тёплой погодой и обильными осадками на протяжении практически всего года.

## Население
Население коммуны на 2010 год составляло 100 человек.
| 1962 | 1968 | 1975 | 1982 | 1990 | 1999 | 2010 |
| ---- | ---- | ---- | ---- | ---- | ---- | ---- |
| 101  | 82   | 76   | 67   | 68   | 96   | 100  |

## Администрация
| Период | Период | Фамилия       | Партия | Примечания |
| ------ | ------ | ------------- | ------ | ---------- |
| 1995   | 2008   | Андре Лакрамп |        |            |
| 2008   | 2020   | Маргерит Бур  |        |            |

## Экономика
В 2010 году среди 69 человек трудоспособного возраста (15-64 лет) 48 были экономически активными, 21 — неактивными (показатель активности — 69,6 %, в 1999 году было 82,4 %). Из 48 активных жителей работали 46 человек (25 мужчин и 21 женщина), безработных было 2 (1 мужчина и 1 женщина). Среди 21 неактивных 9 человек были учениками или студентами, 8 — пенсионерами, 4 были неактивными по другим причинам.

## Достопримечательности
- Церковь Св. Иоанна Крестителя
- Церковь Св. Петра

## Фотогалерея

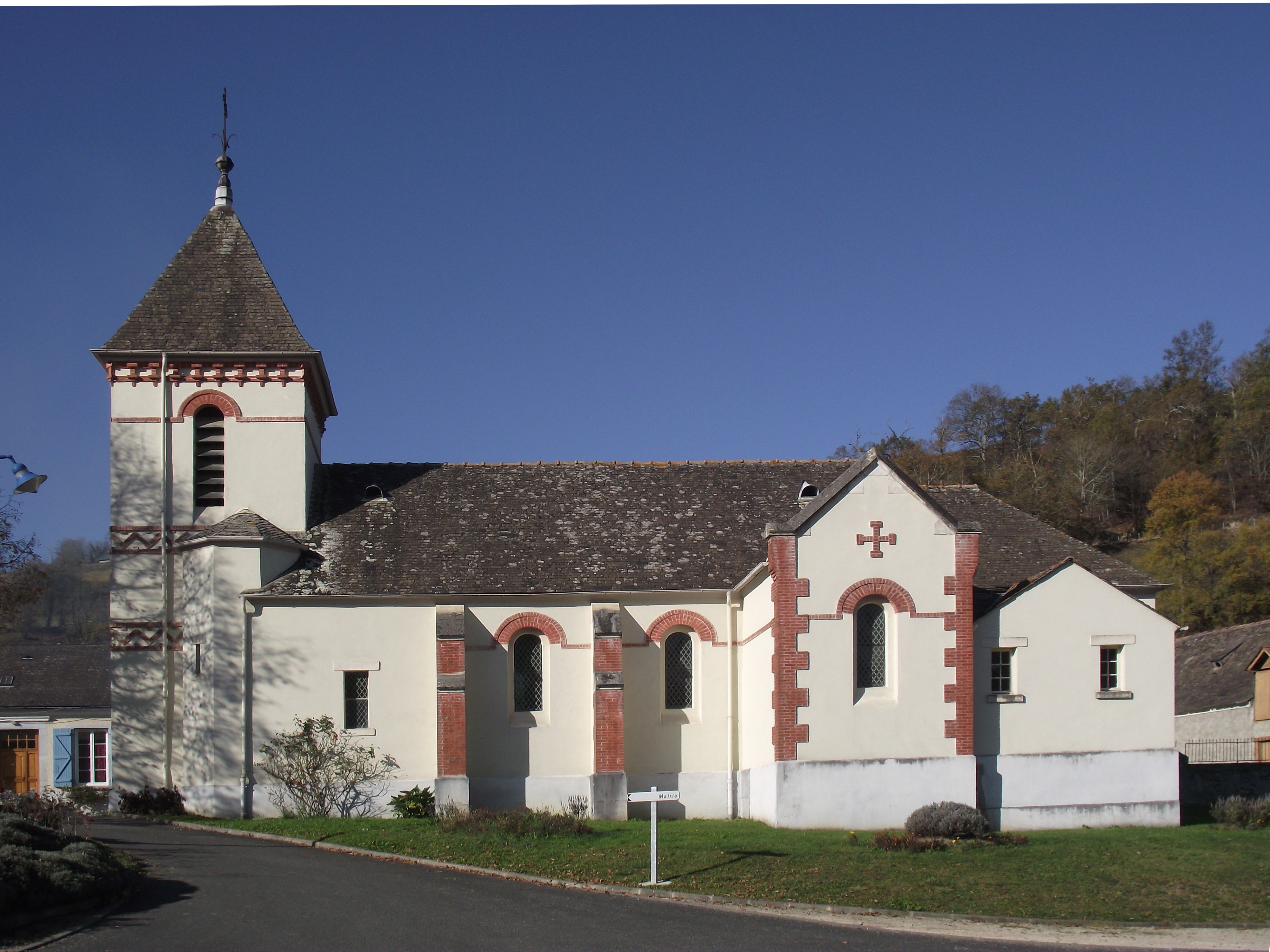
Церковь Св. Иоанна Крестителя
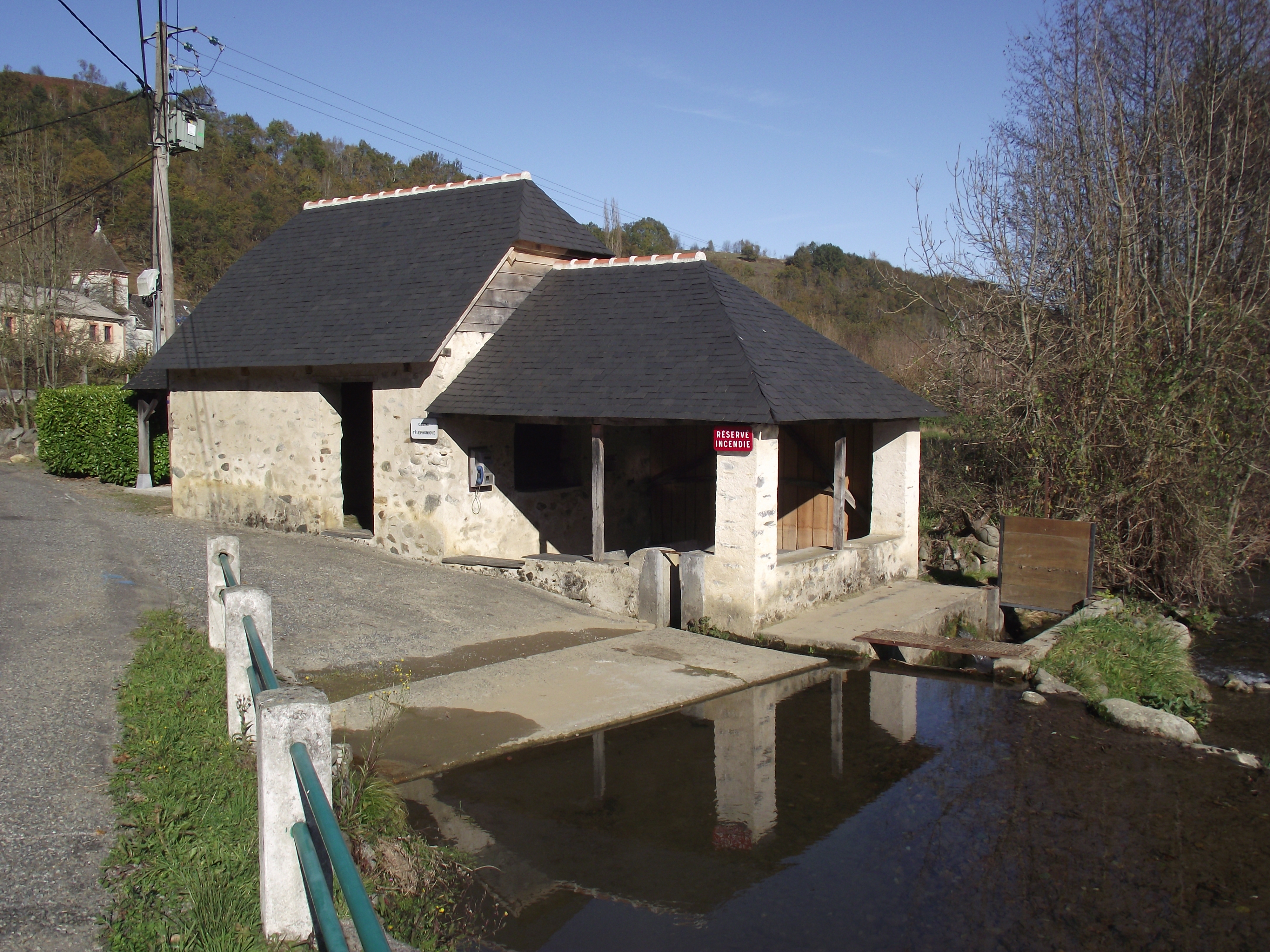
Общественная прачечная
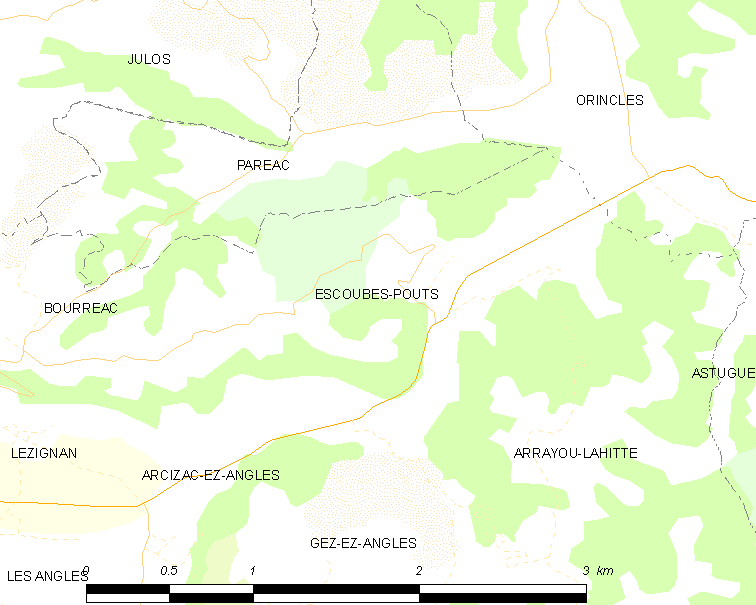
Карта коммуны